# Pallacanestro Varese 2007-2008
Questa voce raccoglie le informazioni riguardanti la Pallacanestro Varese nelle competizioni ufficiali della stagione 2007-2008.

## Stagione
La stagione 2007-2008 della Pallacanestro Varese sponsorizzata Cimberio, è la 60ª nel massimo campionato italiano di pallacanestro, la Serie A.

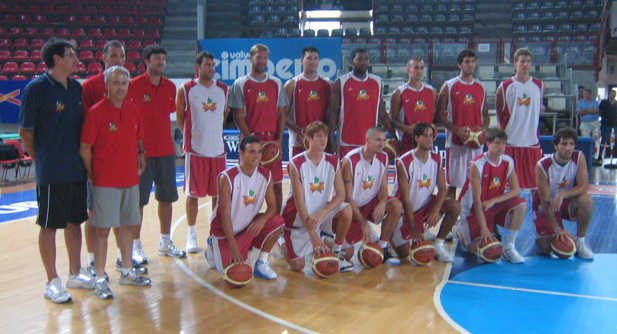
La formazione del campionato 2007/2008

## Roster
Aggiornato al 30 dicembre 2021.
| Cimberio Varese 2007-08 | Cimberio Varese 2007-08 |
| Giocatori               | Staff tecnico           |
| ----------------------- | ----------------------- |

| N. | Naz.                                     | Ruolo | Nome                  | Anno | Alt.   | Peso   |  |
| -- | ---------------------------------------- | ----- | --------------------- | ---- | ------ | ------ |  |
| 4  | Italia (bandiera)                        | P     | Marco Passera         | 1982 | 180 cm | 75 kg  |  |
| 5  | Slovenia (bandiera)                      | P     | Aleksandar Ćapin      | 1982 | 186 cm | 78 kg  |  |
| 6  | Slovenia (bandiera)                      | AP    | Gregor Hafnar         | 1977 | 196 cm | 86 kg  |  |
| 7  | Italia (bandiera)                        | AG    | Andrea Marusic        | 1989 | 200 cm | 90 kg  |  |
| 8  | Stati Uniti (bandiera)                   | AG    | Marcus Melvin         | 1982 | 203 cm | 110 kg |  |
| 9  | Italia (bandiera)                        | AG    | Alessandro De Pol (C) | 1972 | 204 cm | 107 kg |  |
| 10 | Italia (bandiera)                        | AC    | Giacomo Galanda       | 1975 | 210 cm | 110 kg |  |
| 11 | Italia (bandiera)                        | AG    | Salvatore Genovese    | 1987 | 200 cm | 102 kg |  |
| 12 | Italia (bandiera)                        | P     | Fabio Valenti         | 1988 | 185 cm |        |  |
| 13 | Italia (bandiera)                        | GA    | Giorgio Boscagin      | 1983 | 196 cm | 98 kg  |  |
| 14 | Polonia (bandiera)                       | C     | Kamil Pietras         | 1988 | 209 cm | 87 kg  |  |
| 14 | Panama (bandiera)                        | C     | Jaime Lloreda         | 1980 | 205 cm | 115 kg |  |
| 15 | Argentina (bandiera) · Italia (bandiera) | AC    | Gabriel Fernández     | 1976 | 204 cm | 114 kg |  |
| 16 | Stati Uniti (bandiera)                   | AP    | Julius Hodge          | 1983 | 201 cm | 91 kg  |  |
| 17 | Messico (bandiera)                       | AP    | Romel Beck            | 1982 | 201 cm | 87 kg  |  |
| 18 | Italia (bandiera)                        | C     | Riccardo Antonelli    | 1988 | 208 cm | 95 kg  |  |
| 19 | Serbia (bandiera) · Svizzera (bandiera)  | GA    | Dušan Mlađan          | 1986 | 198 cm | 82 kg  |  |
| 20 | Lituania (bandiera)                      | AP    | Steponas Babrauskas   | 1984 | 197 cm | 92 kg  |  |
| 21 | Croazia (bandiera)                       | C     | Mate Skelin           | 1974 | 215 cm | 125 kg |  |
| 23 | Stati Uniti (bandiera)                   | P     | Tierre Brown          | 1979 | 188 cm | 85 kg  |  |
| 24 | Stati Uniti (bandiera)                   | A     | Delonte Holland       | 1982 | 200 cm | 102 kg |  |
| -  | Svizzera (bandiera) · Italia (bandiera)  | G     | Davide Garruti        | 1989 | 188 cm |        |  |

| Allenatore |
| - Veljko Mršić (fino al 28 novembre) - Valerio Bianchini (dal 28 novembre)                                                                                    |
| Assistente/i |
| - Andrea Meneghin - Francesco Vescovi - Carlo Colombo (dal 28 novembre) - Veljko Mršić (dal 28 novembre) Legenda - (C) Capitano - (IN) Inattivo - Infortunato |

## Mercato

### Sessione estiva
| Acquisti | Acquisti            | Acquisti                             | Acquisti      | Acquisti |
| R.a      | Nome                | da                                   | Modalità      |          |
| -------- | ------------------- | ------------------------------------ | ------------- | -------- |
| C        | Kamil Pietras       | Olimpija Lubiana                     | definitivo    |          |
| AG       | Marcus Melvin       | Nuova A.M.G. Sebastiani Basket Rieti | definitivo    |          |
| AP       | Romel Beck          | Gatos de Monagas                     | definitivo    |          |
| GA       | Giorgio Boscagin    | Pall. Reggiana                       | definitivo    |          |
| P        | Marco Passera       | Triboldi                             | definitivo    |          |
| AP       | Julius Hodge        | Albuquerque T'birds                  | definitivo    |          |
| G        | Davide Garruti      | Breganzona                           | definitivo    |          |
| GA       | Dušan Mlađan        | Amici Pall. Udinese                  | definitivo    |          |
| P        | Federico Bolzonella | Pall. Firenze                        | fine prestito |          |

| Cessioni | Cessioni            | Cessioni         | Cessioni       | Cessioni |
| R.       | Nome                | a                | Modalità       |          |
| -------- | ------------------- | ---------------- | -------------- | -------- |
| P        | Billy Keys          | A.E. Larissa     | fine contratto |          |
| G        | Keith Carter        | Veroli Basket    | fine contratto |          |
| C        | Rolando Howell      | Orlandina        | fine contratto |          |
| A        | Delonte Holland     | Virtus Bologna   | fine contratto |          |
| P        | Francesco Gergati   | Mens Sana Siena  | fine prestito  |          |
| P        | Federico Bolzonella | Casalpusterlengo | fine contratto |          |

### Dopo l'inizio della stagione
| Acquisti | Acquisti            | Acquisti       | Acquisti         | Acquisti   |
| R.       | Nome                | da             | Data             | Modalità   |
| -------- | ------------------- | -------------- | ---------------- | ---------- |
| AP       | Steponas Babrauskas | Free agent     | 24 ottobre 2007  | definitivo |
| C        | Mate Skelin         | Free agent     | 15 novembre 2007 | definitivo |
| P        | Tierre Brown        | Free agent     | 14 dicembre 2007 | definitivo |
| C        | Jaime Lloreda       | Draghi Novara  | 4 gennaio 2008   | definitivo |
| A        | Delonte Holland     | Virtus Bologna | 16 gennaio 2008  | prestito   |

| Cessioni | Cessioni            | Cessioni       | Cessioni         | Cessioni    |
| R.       | Nome                | a              | Data             | Modalità    |
| -------- | ------------------- | -------------- | ---------------- | ----------- |
| AP       | Julius Hodge        | Scafati Basket | 31 ottobre 2007  | rescissione |
| C        | Kamil Pietras       | Lugano Tigers  | 8 novembre 2007  | prestito    |
| AP       | Steponas Babrauskas | Scafati Basket | 18 dicembre 2007 | rescissione |
| GA       | Dušan Mlađan        | Lugano Tigers  | 18 dicembre 2007 | rescissione |
| AC       | Gabriel Fernández   | Boca Juniors   | 18 gennaio 2008  | rescissione |
| P        | Aleksandar Ćapin    | Paniōnios      | 22 gennaio 2008  | rescissione |
| AP       | Romel Beck          | Orlandina      | 14 febbraio 2008 | rescissione |